# Хоронхойское сельское поселение
Се́льское поселе́ние «Хоронхойское» (бур. Харанхын hомон) — муниципальное образование в Кяхтинском районе Бурятии Российской Федерации.
Административный центр — посёлок Хоронхой.

## История
Статус и границы сельского поселения установлены Законом Республики Бурятия от 31 декабря 2004 года № 985-III «Об установлении границ, образовании и наделении статусом муниципальных образований в Республике Бурятия».

## Население
| 2002  | 2011  | 2012  | 2013  | 2014  | 2015  | 2016  |
| ----- | ----- | ----- | ----- | ----- | ----- | ----- |
| 2441  | ↘2035 | ↘1971 | ↘1950 | ↘1932 | ↘1904 | ↘1868 |
| 2017  | 2018  | 2019  | 2020  | 2021  | 2023  | 2024  |
| ↗1906 | ↘1892 | ↘1864 | ↗1889 | ↘1709 | ↘1696 | ↘1630 |

## Состав сельского поселения
| № | Населённый пункт | Тип населённого пункта          | Население |
| - | ---------------- | ------------------------------- | --------- |
| 1 | Хоронхой         | посёлок, административный центр | ↘1630     |